# Enrico Mattei
Enrico Mattei (Acqualagna, 29 de abril de 1906 - Bascapè, 27 de outubro de 1962) foi um combatente da Resistência, político e empreendedor italiano. 

## Carreira
Após a Segunda Guerra Mundial recebeu a tarefa de liquidar a Azienda Generale Italiana Petroli Agip, a empresa estatal de petróleo criada pelo regime fascista. Porém, ao contrário do previsto, Mattei concentrou e aumentou a antiga estrutura sob a nova denominação de Ente Nazionale Idrocarburi (ENI).
Sob sua direção, o ENI negociou importantes concessões de petróleo com o Oriente Médio bem como acordos comerciais relevantes com a antiga União Soviética, ajudando a quebrar o oligopólio das Sete Irmãs, que dominavam a indústria do petróleo em meados do século XX. Mattei introduziu também o princípio segundo o qual o país possuidor das reservas exploradas receberia 75% dos lucros.
Enrico Mattei, que se tornou uma figura poderosa na Itália, era um democrata-cristão e foi membro do Parlamento italiano entre 1948 e 1953. 
Foi morto em um atentado a bomba que provocou a queda de seu avião. Os responsáveis, segundo as investigações policiais, foram membros da máfia italiana.

## Publicações
- Il complesso di inferiorità, Roma - Ivrea, Edizioni di Comunità, 2018.